# Giovanni Vittorio Amoretti
Giovanni Vittorio Amoretti (* 1. Mai 1892 in Imperia; † 15. November 1988 in Turin) war ein italienischer Literaturhistoriker, Literaturwissenschaftler und Germanist, der sich insbesondere mit dem Leben und Werk von Johann Wolfgang von Goethe beschäftigte.

## Leben
Nach dem Studium war Amoretti als Literaturhistoriker und -wissenschaftler sowie als Germanist tätig und war in den 1920er Jahren auch Mitarbeiter am Romanischen Auslandsinstitut der Rheinischen Friedrich-Wilhelms-Universität Bonn.
In seinen Veröffentlichungen, die zum Teil auch in deutscher Übersetzung erschienen, befasste er sich nicht nur mit der deutschsprachigen Literatur, sondern gab auch kommentierte oder übersetzte Ausgaben von Werken von Goethe, Conrad Ferdinand Meyer, Johann Peter Eckermann und August Wilhelm Schlegel heraus. Zu seinen wichtigsten Veröffentlichungen gehören: 
- Giovanni Boine e la letteratura italiana contemporanea, 1922
- L' eterno ritorno, 1922
- Vorlesungen über dramatische Kunst und Literatur, Einführung in das Werk von A.W. Schlegel, 1923
- Luise Friederike von Zenge : Con lettere dall'Italia, pubblicate per la prima volta ed und ritratto inediato, 1926
- Junges Italien, 1926
- Le più belle liriche della letteratura tedesca dall' 11. al 20. secolo, 1948
- Faust, Übersetzung und Einführung in das Werk von Goethe, 1950
- Il romanticismo tedesco, 1953
- Colloqui con il Goethe, 1957 (Übersetzung von Eckermanns Gespräche mit Goethe in den letzten Jahren seines Lebens)
- I Minnesänger, 1959
- Die Versuchung des Pescara, 1961 (Einführung in das Werk von C.F. Meyer)
- Le affinità clettive, 1961 (Übersetzung von Goethes Die Wahlverwandtschaften)
- Storia della letteratura tedesca, 1962
- Hölderlin, 1963 (Biografie von Friedrich Hölderlin)
- Viaggio in Italia, 1965 (Übersetzung von Goethes Italienische Reise)
- Saggi critici, 1968
- Cultura tedesca, 1971

Für seine Arbeiten wurde er unter anderem mit der Medaille des Präsidenten der Republik des Premio Nazionale Letterario Pisa ausgezeichnet.